# Буха (напій)

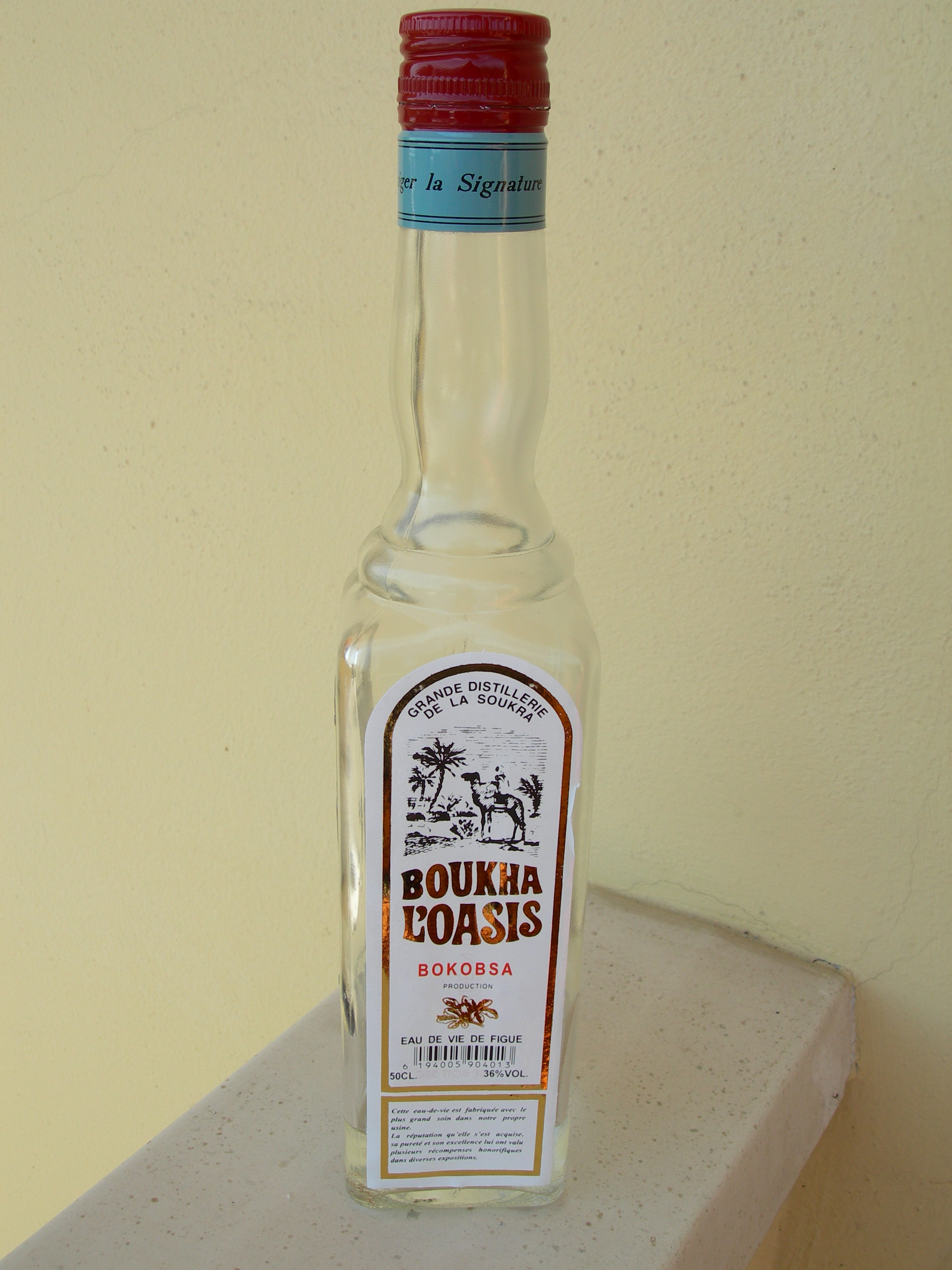
Пляшка Boukha l'Oasis

Буха (араб. بوخة) — національний туніський алкогольний напій міцністю 36–40 % об. Робиться шляхом зброджування і подальшою простою дистиляцією інжиру туніського або турецького походження. Точно не відомо, коли і як з'явилася буха. На місцевому єврейсько-арабському сленгу «буха» означає «пари алкоголю». Промислове виробництво бухи заснував Авраам Бокобса у 1880 році у винокурні «La Soukra» біля міста Туніс, він же заснував компанію, яка є основним виробником бухи — «Bokobsa».
Вживається у чистому виді як аперитив, подається охолодженою або кімнатної температури. Буха також є основою для деяких коктейлів, її можна змішувати з фруктовим соком і додавати у фруктові салати для підвищення аромату.